# Lekárovce
Lekárovce (Hongaars: Lakárd) is een Slowaakse gemeente in de regio Košice, en maakt deel uit van het district Sobrance.
Lekárovce telt 989 inwoners.